# Faramea monsalveae
Faramea monsalveae är en måreväxtart som beskrevs av Charlotte M. Taylor. Faramea monsalveae ingår i släktet Faramea och familjen måreväxter. Inga underarter finns listade i Catalogue of Life.